# Hot Rod (film, 2007)
Pour les articles homonymes, voir Hot rod (homonymie).
Hot Rod est un film américain d'Akiva Schaffer, sorti en 2007.

## Synopsis
Un jeune homme dans une petite bourgade des États-Unis rêve d'être cascadeur et de recevoir le respect de son beau-père. Ses deux ambitions peuvent être satisfaites lorsqu'il décide de réaliser une figure impossible afin de récolter l'argent nécessaire pour greffer un cœur à son beau-père.

## Fiche technique
- Titre original : Hot Rod
- Titre québécois : Rod le dangereux
- Réalisation : Akiva Schaffer
- Scénario : Pam Brady
- Musique : Trevor Rabin
- Directeur de la photographie : Andrew Dunn
- Distribution : Paramount Pictures
- Durée : 88 minutes
- Genre : comédie
- Pays :  États-Unis
- Dates de sortie en salles : 
  -  États-Unis : 3 août 2007
  -  France : 22 août 2007
  -  Belgique : 5 septembre 2007

## Distribution
- Andy Samberg (VF : Damien Ferrette) : Rod Kimble
- Jorma Taccone (VF : Cédric Dumond) : Kevin Powell
- Bill Hader (VF : Adrien Antoine) : Dave
- Isla Fisher (VF : Audrey Sablé) : Denise
- Danny McBride : Rico
- Sissy Spacek : Marie Powell
- Ian McShane : Frank Powell
- Will Arnett (VF : Laurent Morteau) : Jonathan
- Chris Parnell : Barry Pasternack
- Chester Tam : Richardson
- Mark Acheson (en) : Homeless Dude
- Nicolas Lahaut : Monsieur Nouille
- Brittany Tiplady : Maggie
- Ken Kirzinger : Trailer Guy
- Brittney Irvin : Cathy